# Conseil de la langue danoise
Le Conseil de la langue danoise, ou Dansk Sprognævn en danois, est l'organe officiel chargé de la régulation de la langue danoise. Fondé le 17 mars 1955, il fait partie du ministère danois de la Culture et est sis à Bogense.
Le comité à trois objectifs principaux,:
- suivre le développement de la langue;
- répondre aux questions sur la langue danoise et ses usages;
- mettre à jour le dictionnaire officiel Retskrivningsordbogen (en).

Les membres du comité suivent la presse, écrite et audiovisuelle, et la littérature pour identifier l'apparition de nouveaux mots et consigner leurs usages. Lorsque ceux-ci apparaissent assez régulièrement et peuvent être considérés comme notables, ils sont ajoutés au Retskrivningsordbogen que toutes les institutions gouvernementales et les écoles sont légalement obligées de suivre. Le comité a reçu en 2000 quelque 14 000 demandes de renseignements  par téléphone ou courrier à propos de la langue danoise.
Le Conseil collabore de près avec ses équivalents des autres pays scandinaves, le Conseil de la langue norvégienne et le Conseil des langues de Suède, afin de s'assurer que les trois principales langues scandinaves, qui sont plus ou moins mutuellement intelligibles, ne divergent pas trop l'une de l'autre.